# Joseph Epstein (Widerstandskämpfer)
Joseph Epstein (geboren 16. Oktober 1911 in Zamość, Russisches Kaiserreich; gestorben 11. April 1944 in Mont Valérien) war ein polnisch-französischer Widerstandskämpfer.

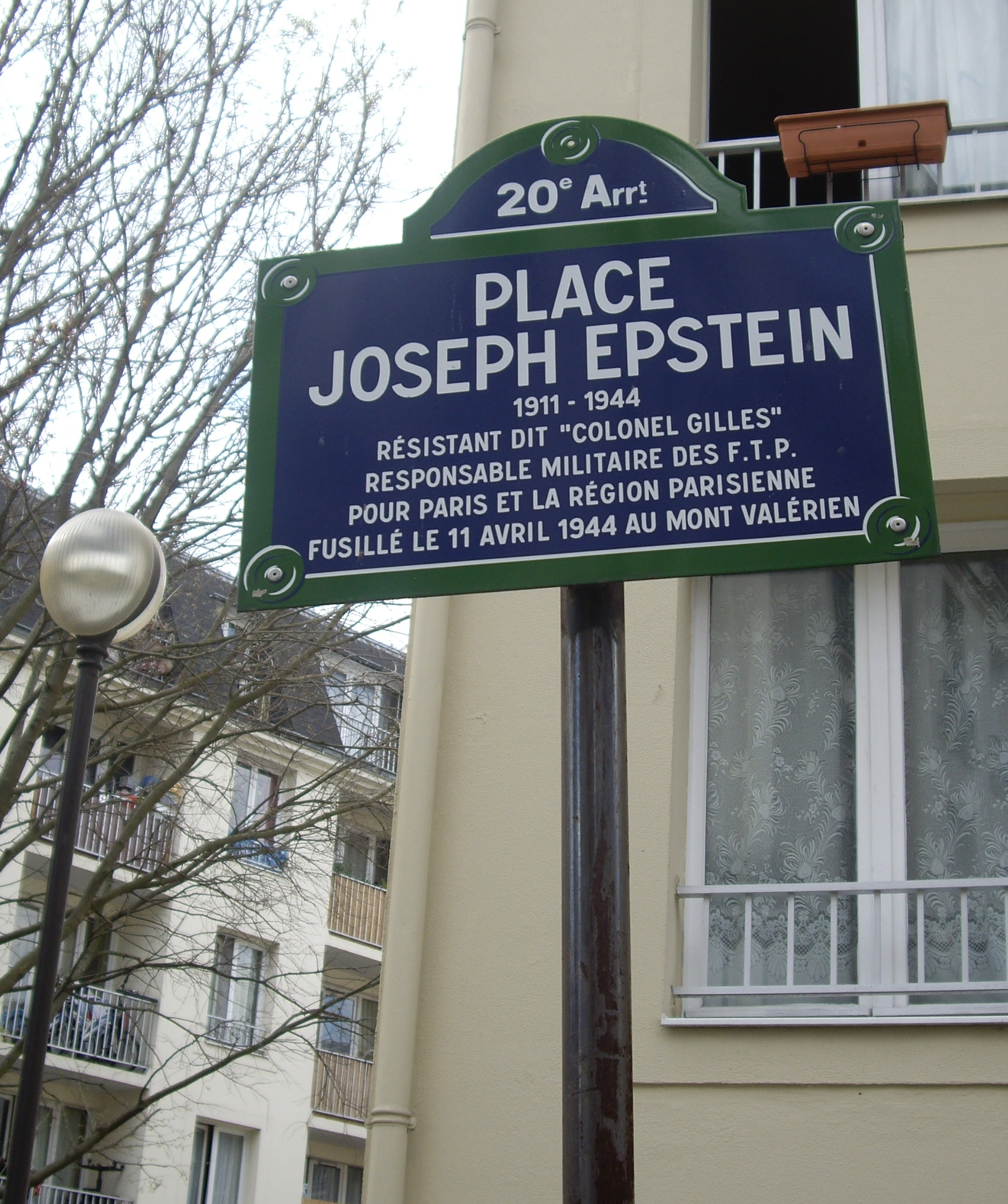
Place Joseph-Epstein im 20. Arrondissement

## Leben
Joseph Epstein wuchs in einer jüdischen Familie auf. Er schloss sich als junger Mann den polnischen Kommunisten an. Er begann ein Jura-Studium an der Universität Warschau, ging dann aber 1931 nach Frankreich, um dort weiterzustudieren. 1934 machte er ein Examen in Frankreich, wurde aber in Frankreich als Ausländer nicht für den Rechtsberuf zugelassen.
Epstein meldete sich 1936 als Freiwilliger für die Internationalen Brigaden im Spanischen Bürgerkrieg. Nach einer Verwundung arbeitete er eine Zeit als Waffenbeschaffer. Im Januar 1938 wurde er zum Kommandeur der Artillerie-Einheit „Anna Pauker“ ernannt und kämpfte in der Ebroschlacht. Nach der Flucht mit den Resten der republikanischen Truppen nach Frankreich wurde er im Camp de Gurs interniert. Im Juli 1939 kam er frei.
Bei Ausbruch des Zweiten Weltkriegs meldete Epstein sich als Freiwilliger für eine polnische Einheit der Französischen Armee. Als jüdischer Unteroffizier wurde er von den antisemitisch eingestellten polnischen Offizieren drangsaliert und verließ daher die Truppe, um sich bei der Fremdenlegion zu melden. Er nahm an der Schlacht an der Somme teil und geriet in deutsche Kriegsgefangenschaft. Epstein kam in ein Kriegsgefangenenlager bei Leipzig, aus dem er im November 1940 entwich und sich in die Schweiz absetzen konnte. Als die Schweizer ihn an die Deutschen ausliefern wollten, entwich er erneut und fand Asyl im Berner Konsulat von Vichy-Frankreich. Mit Papieren als französischer Bürger konnte er im Dezember 1940 nach Paris zurückkehren und bekam Arbeit in einer Büromöbel-Firma.
Epstein organisierte eine kommunistische Widerstandsgruppe. Er wurde 1942 Chef der FTP-MOI für Paris, einer Untergruppe der Francs-tireurs et partisans, und organisierte verschiedene Widerstandsaktionen.
Epstein wurde am 16. November 1943 vom französischen Geheimdienst des Vichy-Regimes festgenommen und an die Geheime Feldpolizei der Wehrmacht überstellt. Er wurde im  Gefängnis Fresnes inhaftiert. Epstein wurde von einem deutschen Kriegsgericht zum Tode verurteilt und zusammen mit 19 Kampfgenossen am 11. April 1944 auf dem Mont Valérien erschossen.
Epstein wurde 1946 postum zum Oberstleutnant der Französischen Armee und 1947 zum Ritter der Ehrenlegion ernannt und erhielt das Croix de guerre mit Palmen.

## Schriften
- Pascal Convert: Joseph Epstein : bon pour la légende : Zamosc 16 octobre 1911, Mont Valérien 11 avril 1944 : lettre au fils. Biarritz : Séguier, 2007

## Film
- Pascal Convert: Joseph Epstein, Held der Résistance. ARTE, 21. Oktober 2009

| Personendaten    | Personendaten                             |
| ---------------- | ----------------------------------------- |
| NAME             | Epstein, Joseph                           |
| ALTERNATIVNAMEN  | Colonel Gilles                            |
| KURZBESCHREIBUNG | polnisch-französischer Widerstandskämpfer |
| GEBURTSDATUM     | 16. Oktober 1911                          |
| GEBURTSORT       | Zamość                                    |
| STERBEDATUM      | 11. April 1944                            |
| STERBEORT        | Mont Valérien                             |